# Герб Фіджі
Державний герб Фіджі — офіційний символ держави Фіджі. Використовується з 4 липня 1908 року.

## Опис
Основні кольори — білий та червоний. Обабіч гербового щита розташовані зображення фіджійских воїнів. Воїн з правого боку озброєний списом, Лівий — дубиною. Корона герба — такіа. Національний девіз: «Rerevaka na Kalou ka doka na Tui» (у перекладі з фіджійської мови «Бійся Бога і шануй королеву»). Основу гербового щита складає Георгіївський хрест, на якому знаходиться зображення геральдичного лева, що тримає своїми лапами плід какао.
У лівій верхній секції щита — зображення цукрового очерету, у лівій нижній частині — зв'язка бананів, у правій верхній — кокосова пальма, в правій нижній — білий голуб.